# Kambaitimyia rufipes
Kambaitimyia rufipes là một loài ruồi trong họ Tachinidae.